# (15811) Nüsslein-Volhard
(15811) Nüsslein-Volhard ist ein Asteroid des äußeren Hauptgürtels, der am 10. Juli 1994 vom deutschen Astronomen Freimut Börngen an der Thüringer Landessternwarte Tautenburg (IAU-Code 033) entdeckt wurde.
Benannt wurde er am 26. Mai 2002 zu Ehren der deutschen Biologin und Biochemikerin Christiane Nüsslein-Volhard (* 1942), die von 1985 bis 2014 am Max-Planck-Institut für Entwicklungsbiologie eine Direktorenstelle innehatte. 1995 wurde ihr der Nobelpreis für Physiologie oder Medizin für ihre Forschungen über die genetische Kontrolle der frühen Embryonalentwicklung zuerkannt.